# Outlast
Outlast – materiał opracowany dla NASA do wytwarzania rękawic dla kosmonautów przebywających w przestrzeni kosmicznej. Obecnie stosowany m.in. do produkcji odzieży turystycznej i sportowej. Zaprojektowany tak, by gromadzić energię cieplną w czasie gdy jest jej nadmiar i uwalniać ciepło gdy jest go za mało. Efekt ten uzyskiwany jest dzięki zastosowaniu materiału zmiennofazowego umieszczonego w mikrokapsułkach.
Producentem materiału jest amerykańska firma Outlast Technologies z siedzibą w Golden w stanie Kolorado.